# Planalto de Cotaique
O planalto de Cotaique (em armênio: Կոտայքի սարավանդ; romaniz.: Kotayk’i saravand) é um planalto da província de Cotaique, na Armênia. Estende-se pela margem esquerda do curso médio do rio Razdã até as encostas ocidentais das montanhas Guelama. É um planalto baixo, de 1 200-1 500 metros de altura, ligeiramente dissecado e ondulado com uma encosta de lava. É limitado pelo monte Gutanassar ao norte, e pelo monte Hátis ao sudeste, e no leste pelo planalto de Norque.
Na porção leste do planalto está o vale do Razdã com suas encostas rochosas e acentuadamente dissecadas, que, à medida que descem, se fundem com a planície de Ararate. Na porção oeste, por sua vez, está a depressão de Avã e a bacia hidrográfica dos rios Guetar e Jerveje. É composto de lavas do Plioceno Superior e Pleistoceno, sedimentos lacustres e formações aluvionares-proluviais modernas. Tem uma encosta oeste de e declive geral de norte a sul. Existem afloramentos vulcânicos e de escória, tufos e basaltos. Dentro dos limites do planalto, existem depósitos de sal de cozinha.